# 聖拉蒙 (庫斯卡特蘭省)
聖拉蒙（西班牙語：San Ramón），是薩爾瓦多的城鎮，位於該國中部，由庫斯卡特蘭省負責管轄，面積15.71平方公里，海拔高度553米，2007年人口6,292，人口密度每平方公里400.51人。
13°40′59″N 88°55′36″W / 13.68306°N 88.92667°W